# Софія Браун
София Моника Браун (англ. Sophia Monique Brown) — британська акторка кіно та телебачення, відома ролями в серіалах Netflix: «Марчелла» (2018, 2-й сезон), «Гірі/Хаджі» (2019), «Відьмак: Кровне походження» (2022) та інші.
Закінчила лондонську Школу мистецтв (Arts Educational Schools) і Школу акторського мистецтва в Брікстоні (Identity School of Acting), де вивчала балет, джаз і сучасний танець, а також навчалася в студії Івани Чаббак.